# Cespedosa de Tormes
Cespedosa de Tormes é um município da Espanha na província de Salamanca, comunidade autónoma de Castela e Leão, de área 46,29 km² com população de 585 habitantes (2007) e densidade populacional de 12,73 hab/km².

## Demografia
| Variação demográfica do município entre 1991 e 2004 | Variação demográfica do município entre 1991 e 2004 | Variação demográfica do município entre 1991 e 2004 | Variação demográfica do município entre 1991 e 2004 |
| --------------------------------------------------- | --------------------------------------------------- | --------------------------------------------------- | --------------------------------------------------- |
| 1991                                                | 1996                                                | 2001                                                | 2004                                                |
| 749                                                 | 718                                                 | 617                                                 | 589                                                 |